# Vincenzo Turturro
Vincenzo Turturro (Bisceglie, 7 ottobre 1978) è un arcivescovo cattolico italiano, dal 29 dicembre 2023 nunzio apostolico in Paraguay.

## Biografia
È nato a Bisceglie il 7 ottobre 1978.

### Formazione e ministero sacerdotale
È stato ordinato presbitero il 31 ottobre 2003, dal vescovo Luigi Martella per la diocesi di Molfetta-Ruvo-Giovinazzo-Terlizzi. Successivamente ha conseguito la Licenza in teologia dogmatica nel 2006 e il dottorato nel 2009 presso la Pontificia Università Lateranense.
È entrato nel servizio diplomatico della Santa Sede il 1º luglio 2009 e ha prestato successivamente la propria opera nelle Rappresentanze Pontificie in Zimbabwe, Nicaragua e Argentina. Da ultimo è stato trasferito alla Sezione per i Rapporti con gli Stati e le Organizzazioni Internazionali della Segreteria di Stato e dal 2019 al 2023 è stato segretario particolare del cardinale Pietro Parolin. 

### Ministero episcopale
Il 29 dicembre 2023 è stato nominato nunzio apostolico in Paraguay ed elevato alla Sede titolare di Ravello con dignità di arcivescovo. L'ordinazione episcopale si è tenuta all'altare della Cattedra, nella basilica di San Pietro in Vaticano, il 9 marzo 2024.

## Genealogia episcopale e successione apostolica
La genealogia episcopale è:
- Cardinale Scipione Rebiba
- Cardinale Giulio Antonio Santori
- Cardinale Girolamo Bernerio, O.P.
- Arcivescovo Galeazzo Sanvitale
- Cardinale Ludovico Ludovisi
- Cardinale Luigi Caetani
- Cardinale Ulderico Carpegna
- Cardinale Paluzzo Paluzzi Altieri degli Albertoni
- Papa Benedetto XIII
- Papa Benedetto XIV
- Papa Clemente XIII
- Cardinale Bernardino Giraud
- Cardinale Alessandro Mattei
- Cardinale Pietro Francesco Galleffi
- Cardinale Giacomo Filippo Fransoni
- Cardinale Antonio Saverio De Luca
- Arcivescovo Gregor Leonhard Andreas von Scherr, O.S.B.
- Arcivescovo Friedrich von Schreiber
- Arcivescovo Franz Joseph von Stein
- Arcivescovo Joseph von Schork
- Vescovo Ferdinand von Schlör
- Arcivescovo Johann Jakob von Hauck
- Vescovo Ludwig Sebastian
- Cardinale Joseph Wendel
- Arcivescovo Josef Schneider
- Vescovo Josef Stangl
- Papa Benedetto XVI
- Cardinale Pietro Parolin
- Arcivescovo Vincenzo Turturro

La successione apostolica è:
- Vescovo Marcelo Benítez Martínez, O.F.M. (2025)